# Anna Rosenwasser

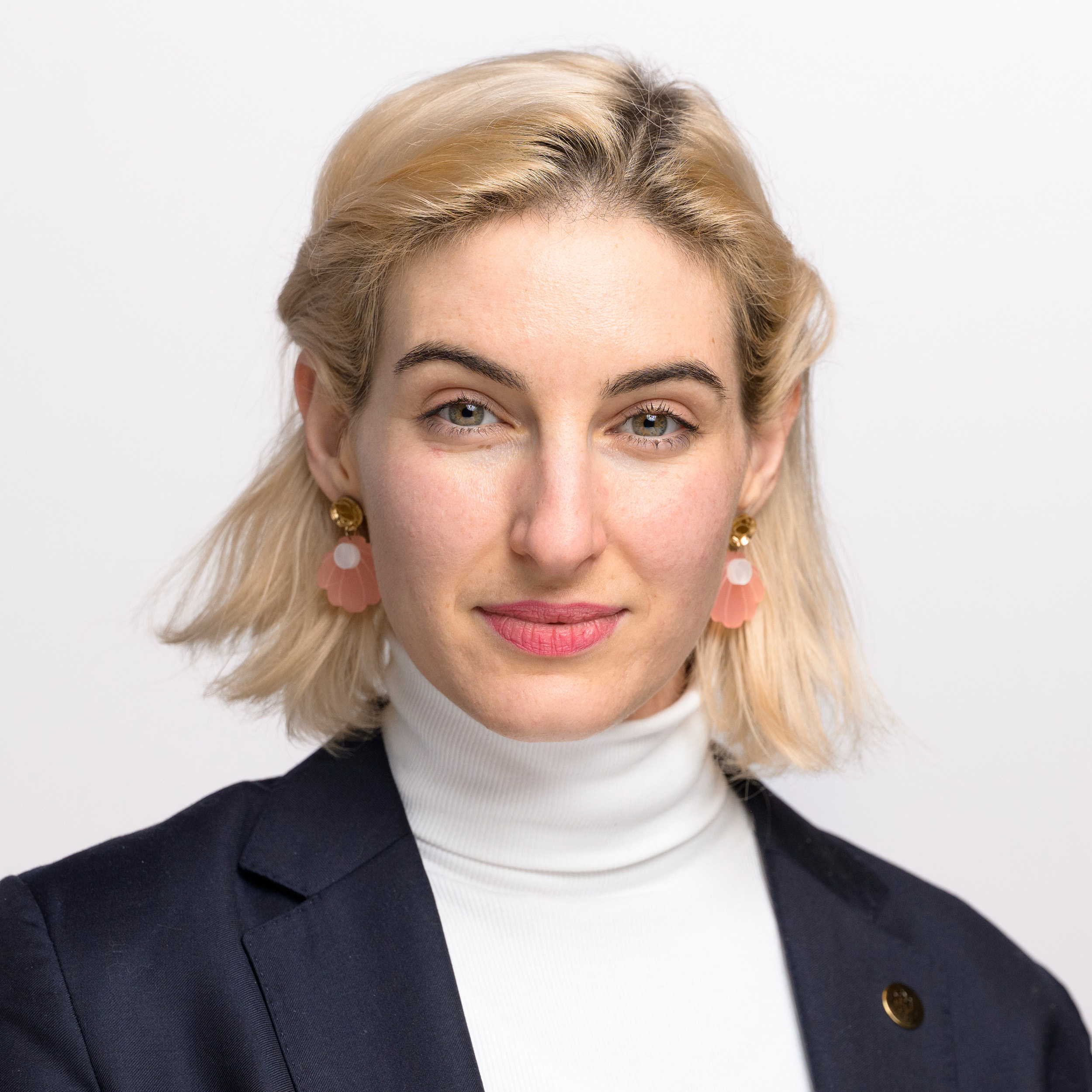
Anna Rosenwasser (2023)

Anna Rosenwasser (* 1. Mai 1990 in Schaffhausen) ist eine Schweizer Politikerin (SP), Journalistin, Kolumnistin und LGBTQ-Aktivistin. Im Oktober 2023 wurde sie in den Nationalrat gewählt.

## Leben und Karriere
Rosenwasser wuchs in Schaffhausen auf. Sie studierte an der ZHAW Winterthur Journalismus und an der Universität Zürich Politologie und Geschichte der Neuzeit.
Sie ist einer breiten Öffentlichkeit in der Schweiz bekannt geworden durch ihr gesellschaftliches und politisches Engagement für die rechtliche Gleichstellung von Homosexuellen (Öffnung der Zivilehe). Sie setzt sich öffentlich gegen Homophobie, gegen die Diskriminierung von sonstigen sexuellen Minderheiten und Personen mit einer selteneren Geschlechtsidentität ein.
Seit 2008 arbeitet Rosenwasser als freischaffende Journalistin und schreibt Kolumnen wie beispielsweise für hellozurich, SAITEN und das Mannschaft Magazin. Sie war einige Jahre im Vorstand der grössten Schweizer LGBTQ-Jugendgruppe Milchjugend. 2017 war sie Mitbegründerin und Leiterin der 2017 eröffneten Schaffhauser LGBTQ-Jugendgruppe andersh.
Rosenwasser war von 2017 bis 2021 die Co-Geschäftsführerin der Lesbenorganisation Schweiz LOS.
2018 wurde sie für den LGBT+-Award des Swiss Diversity Awards nominiert. Im selben Jahr kandidierte Rosenwasser auf dem zweiten Listenplatz der JUSO-Liste für den Nationalrat. Zusammen mit dem Kantonspolitiker Florian Vock und dem Illustrator Claudio Näf veröffentlichte sie im Jahr 2021 das Buch Queer Sex – Whatever the fuck you want.
Sie trat vor allem bei den beiden politischen Vorlagen über den Diskriminierungsschutz für Lesben und Schwule (2020) und die Öffnung der Zivilehe für gleichgeschlechtliche Paare (2021) national und international in Erscheinung und wird von Medien deshalb als Vertreterin der LGBTQ-Bevölkerung der Schweiz gesehen. Im Oktober 2023 wurde sie für die Sozialdemokratische Partei Zürich in den Nationalrat gewählt.

## Privates
Anna Rosenwasser lebt mit ihrer Partnerin in Zürich.

## Publikationen
- mit Florian Vock und Claudio Näf: Queer Sex – Whatever the fuck you want. Print Matters, Zürich 2021, ISBN 978-3-033-08178-9
- Rosa Buch. Queere Texte von Herzen. Rotpunktverlag, Zürich 2023, ISBN 978-3-85869-981-7
- Herz. Feministische Strategien und Queere Hoffnung. Rotpunktverlag, Zürich 2025, ISBN 978-3-03973-055-1